# Mollicutes
Mollicutes é uma classe de bactérias que se distingue pela ausência de parede celular.
A palavra "Mollicutes" é derivada do latim mollis (que significa "suave" ou "flexível"), e cutis ("pele"). São parasitas de animais e plantas que vivem sobre ou dentro de células do hospedeiro.

## Descrição
As cepas são muito pequenas, medindo, em geral, apenas 0,2-0,3 mM e com um genoma muito pequeno. Elas variam na forma, embora a maioria tenha esteróis que fazem a membrana celular um pouco mais rígida. Muitas são capazes de mover-se através de deslizamento, mas os membros do gênero Spiroplasma são helicoidais e movem-se por torção. O gênero mais conhecido na classe Mollicutes é o Mycoplasma.